# Stamnodes unilinea
Stamnodes unilinea là một loài bướm đêm trong họ Geometridae.